# Дороті Петерсон
Дороті Петерсон (англ. Dorothy Peterson; *25 грудня 1897 —†3 жовтня 1979) — американська акторка, відома ролями матусь.

## Біографія
Дороті Петерсон народилась 25 грудня 1897 року у Гекторі в Міннесоті. У віці 26 років вперше виступила на Бродвеї у «Hudson Theatre». Там вона грала роль Софі Біннер у чотириактній п'єсі «Кобра». Між квітнем 1924 та травнем 1930 Петерсон зіграла у театрі вісім ролей. Найбільш затребуваною вона була 1926 року, коли її задіяли у трьох спектаклях протягом року.
У кіно Дороті опинилася у 1930 році. Вона зіграла у стрічці «Матері плачуть». Незабаром її почали запрошувати на ролі переважно тіток, матусь та поважних місіс мало не всі студії того часу. У період між 1930 та 1947 роками вийшло 80 стрічок за участі Петерсон. Надалі акторку запрошували лише до телесеріалів.
Померла Дороті Петерсон у віці 81 року в Нью-Йорку.

## Вибрана фільмографія
- 1930 — Матері плачуть — Мері Вільямс
- 1932 — Адвокат для захисту
- 1932 — Емма — місіс Вінтроп
- 1932 — Бізнес та задоволення — місіс Тінкер
- 1932 — Нічний світ — Едіт Блер
- 1932 — Називай її дикою — дружина Сіла
- 1932 — Хатина у бавовнику — Лілі Блейк
- 1933 — Я не янгол — Тельма
- 1934 — Острів скарбів — місіс Хокінс
- 1935 — Залізна людина — Бессі Беннетт
- 1938 — Переслідувані — Мері Гарріс
- 1939 — Перемогти темряву — місс Вейнрайт
- 1939 — Саботаж — Едіт
- 1940 — Надто багато чоловіків — Гертруда Гуліген
- 1940 — Ліліан Рассел — Синтія Леонард
- 1940 — Жінки на войні — сестра Френсіс
- 1941 — Дядечко Джо — Маргарет Дей
- 1942 — Диверсант — місіс Мезон
- 1942 — Військово-повітряні сили — місіс Честер
- 1943 — Це армія — місіс Нельсон
- 1944 — Це життя — тітка Бетсі
- 1944 — Містер Скеффінгтон — Менбі
- 1944 — Жінка у вікні — місіс Венлі
- 1944 — Обличчя в тумані — місіс Мезон
- 1946 — Сестра Кенні — Агнесса
- 1947 — Ця дівчина з Хагена — Мінта Хаген